# 5. huzarski polk (Avstro-Ogrska)
Za druge 5. polke glejte 5. polk.
5. huzarski polk (izvirno nemško Husaren Regiment »Graf Radetzky« Nr. 5; dobesedno slovensko: Huzarski polk »Grof Radetzky« št. 5) je bil konjeniški polk avstrijske vojske.

## Zgodovina
Polk je bil ustanovljen leta 1798.

### Vojna šeste koalicije
3. oktobra leta 1813, med vojno šeste koalicije je v boju proti umikajoči se francoski vojski padel hrabri vojak Rostás Pál, ki se je tri-četrt ure boril obkoljen s 60 pešaki in 7 konjeniki, dokler ni 30-krat zadet žrvoval svojega življenja za kralja in domovino. Pripadniki njegovega polka so mu v čast in zahvalo ob romarski cerkvi Marije Tolažnice žalostnih v Budanjah zgradili kamniti spomenik, ki je bil obnovljen ob 200 letnici njegove smrti.

### Prva svetovna vojna
Polkovna narodnostna sestava leta 1914 je bila sledeča: 90% Madžarov in 10% drugih.
Polkovne enote so bile garnizirane v Komáromu (štab in II. divizion) in v Győru (I. divizion).

## Poveljniki polka
- 1809: Josef Radetzky
- 1859: Moriz Simonyi de Simony et Varsány[5]
- 1865: Moriz Simonyi de Simony et Varsány[6]
- 1879: Heinrich Merolt[7]
- 1908: Anton Mark Pallavicini[8]
- 1914: Eduard von Vetsay[9]